# Zawracik Rówienkowy
Zawracik Rówienkowy (słow. Malý Závrat, niem. Gemsenscharte, Großkohlbacher Gemsenscharte, węg. Nagy-tar-pataki Zerge-horhos) – przełęcz w głównej grani Tatr położona na wysokości 2270 m n.p.m., pomiędzy Krzesanym Rogiem (Kresaný roh, 2305 m) a Małym Jaworowym Szczytem (Malý Javorový štít, 2380 m). Po północno-zachodniej stronie przełęczy znajduje się dolina Rówienki (Rovienky), a po południowo-wschodniej – Dolina Staroleśna (Veľká Studená dolina).
Na przełęcz nie wyprowadza żaden szlak turystyczny. Przejście przez Zawracik Rówienkowy jest najdogodniejszym połączeniem dolin leżących po obu jego stronach, a także jednym z łatwiejszych przejść przez główną grań Tatr Wysokich z ich jednej strony na drugą. Było ono od dawna znane i używane przez myśliwych.
Pierwsze znane wejścia:
- latem – Kazimierz Łapczyński i Wojciech Wala, 1861 r.,
- zimą – Gyula Hefty i István Laufer, 5 stycznia 1913 r.

## Bibliografia

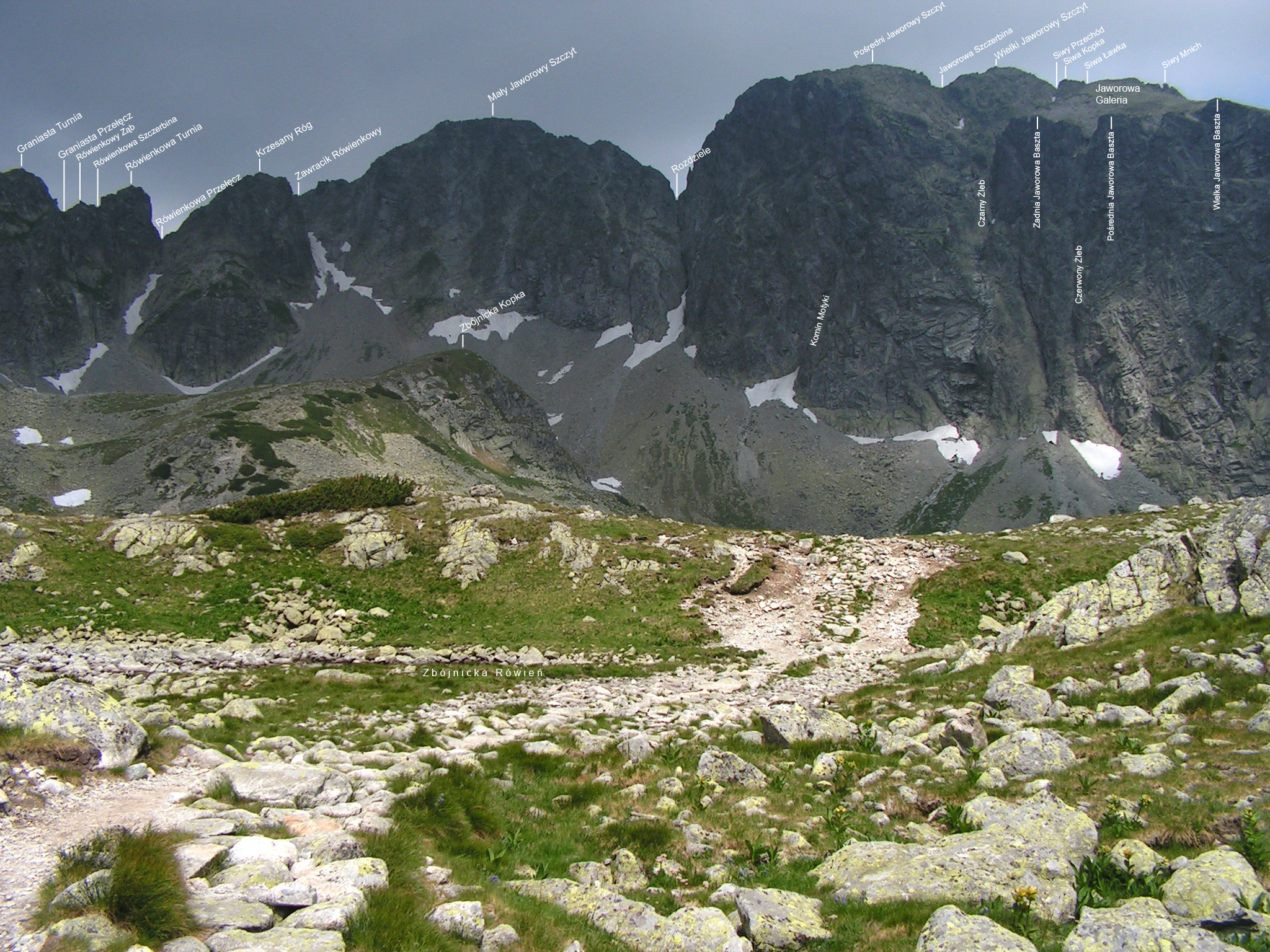
Jaworowe Szczyty z Doliny Staroleśnej (podpisane formacje)